# Arnulfo González Navarro
Arnulfo González Navarro (n. San Buenaventura, Coahuila, México; 9 de agosto de 1991), es un futbolista mexicano. Juega de delantero y su equipo actual es Club Irapuato.

## Trayectoria
Debutó el 8 de agosto de 2008 ante el Atlas de Guadalajara.
Jugó un año a préstamo con Real Saltillo Soccer de la Segunda División de México.
El 6 de junio de 2013 se da a conocer su préstamo al Club Zacatepec durante un año.

## Clubes
| Club                              | País   | Año       | Goles |
| --------------------------------- | ------ | --------- | ----- |
| Santos Laguna                     | México | 2008-2012 | 0     |
| Real Saltillo Soccer              | México | 2012-2013 | 7     |
| Club Zacatepec                    | México | 2013      | 1     |
| Club Celaya                       | México | 2015      |       |
| Loros de la Universidad de Colima | México | 2015-2016 |       |
| Club Irapuato                     | México | 2016-2017 |       |